# خوسيه رومان
خوسيه رومان (بالإنجليزية: José "King" Roman)‏ (17 ديسمبر 1946 في الولايات المتحدة - ) هو ملاكم أمريكي.

## إحصائيات
خاض خلال مسيرته 85 نزالا، فاز في 53 وتعادل في 4 وخسر في 27. فاز بالضربة القاضية في 27 نزالا.

## روابط خارجية
- خوسيه رومان على موقع بوكس ريك (الإنجليزية) (registration required)